# Right Between the Eyes
Right Between the Eyes è il quarto album degli Icon, uscito nel 1989 per l'etichetta discografica Megaforce Records.

## Tracce
1. Right Between the Eyes (Harrison, Wexler, Wallach, Dixon) 5:14
2. Two For the Road (Harrison) 3:54
3. Taking My Breath Away (Harrison, Wexler, Wallach, Dixon) 4:36
4. A Far Cry (Harrison, Wexler, Wallach, Dixon) 4:19
5. In Your Eyes (Harrison, Wexler) 4:01
6. Holy Man's War (Harrison, Wexler, Wallach, Dixon) 7:15
7. Bad Times (Harrison, Wexler) 3:27
8. Double Life (Harrison, Wexler, Wallach, Dixon) 4:07
9. Forever Young (Harrison, Wexler) 3:49
10. Running Under Fire (Harrison, Wexler) 4:25
11. Peace and Love [strumentale] 1:18

## Formazione
- Jerry Harrison - voce
- Dan Wexler - chitarra
- Drew Bollmann - chitarra
- Tracy Wallach - basso, cori
- Pat Dixon - batteria

### Altri musicisti
- Kevin Stroller - tastiere
- Alice Cooper - voce nelle tracce "Two For The Road" e "Holy Mans War"
- Mark Prentice - tastiere nella traccia "Forever Young"